# Hemiphaga novaeseelandiae spadicea
La paloma de Norfolk o paloma de la isla Norfolk (Hemiphaga novaeseelandiae spadicea), a veces llamada búsqueda del bosque, es una subespecie extinta de la paloma de Nueva Zelanda (kererū) que habitaba la isla Norfolk. Esta población probablemente colonizó la isla Norfolk desde Nueva Zelanda durante el Pleistoceno. Se extinguió a principios del siglo XX.

## Taxonomía
El naturalista alemán Johann Reinhold Forster describió la paloma de Norfolk como Columba argetraea en 1794, sin embargo, el nombre no se utilizó. El ornitólogo inglés John Latham lo describió como Columba spadicea en su obra de 1801 Suplemento Indicis Ornithologici.
Se conocen veinte ejemplares de la paloma de Norfolk. Tres de ellos se encuentran en el Museo de Historia Natural de Leiden, en el Museo de Historia Natural de Nueva York y un espécimen en el Museo Mundial de Liverpool. El ADN recolectado y analizado del tejido de la almohadilla del dedo del pie indicó que la paloma de la isla Norfolk es genéticamente hermana de la población de Hemiphaga novaeseelandiae de Nueva Zelanda.
Los primeros registros de la isla Norfolk indican que la población local le dio el nombre de "búsqueda de madera", sin embargo, el nombre no pasó del segundo asentamiento a los colonos de Pitcairn. El término está relacionado con las palabras "queece", "queest" y "quist" utilizadas para la paloma torcaz en West Midlands y el suroeste de Inglaterra.

## Ecología

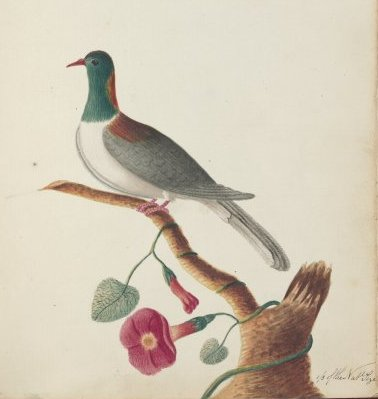
Boceto de Birds & Flowers of New South Wales de John Hunter dibujado en el lugar en 1788, '89 y '90

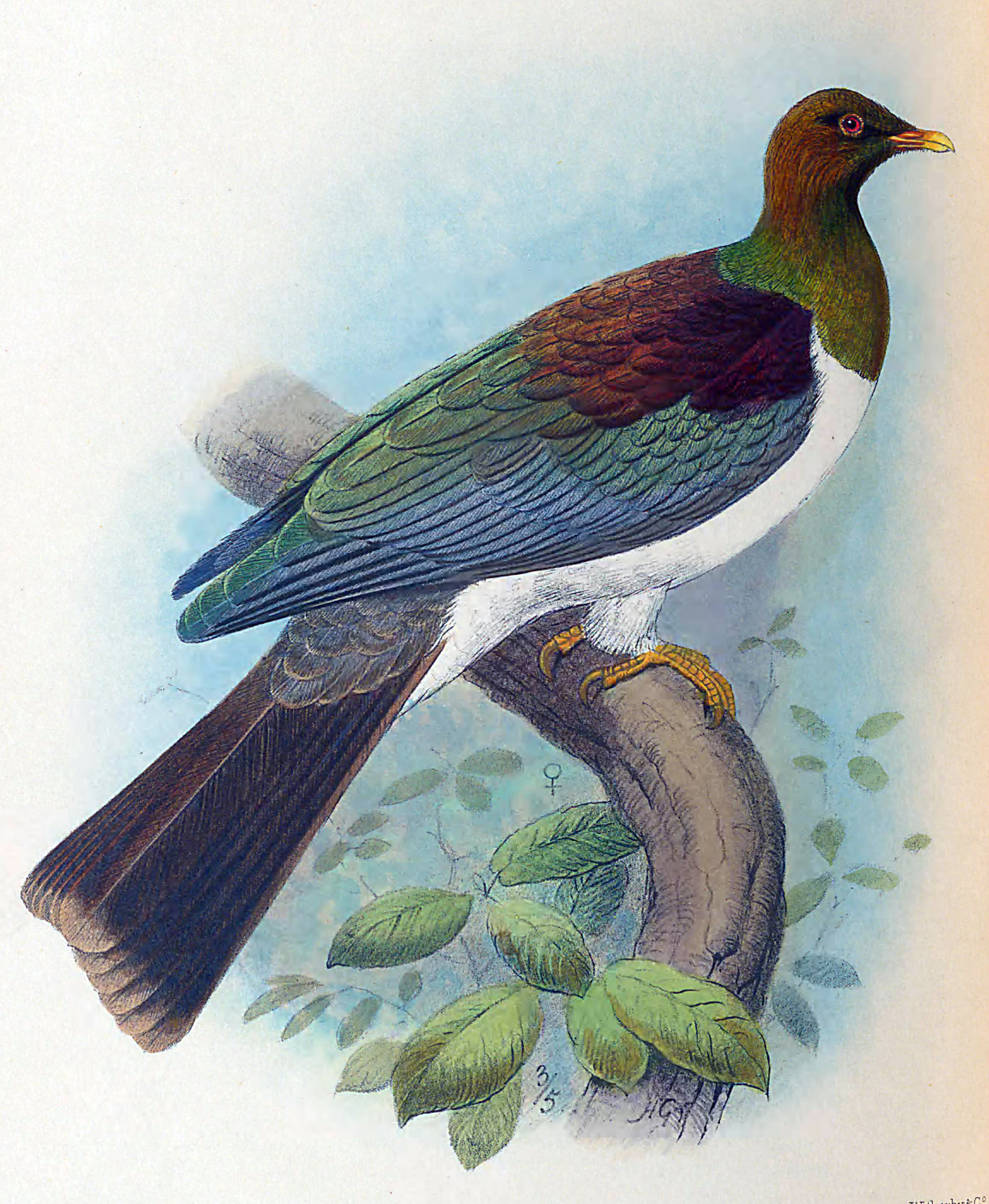
Por Henrik Gronvold

Se desconoce la abundancia de la paloma de Norfolk en el momento del asentamiento de la isla. Los primeros registros indican la presencia del ave, pero no contienen ninguna información sobre su número. Según el comportamiento de las otras subespecies, es probable que el ave dependiera de plantas frutales como alimento.

## Extinción
La extinción de la paloma de Norfolk fue causada por una combinación de la introducción de gatos y comadrejas, la destrucción del hábitat por parte de los colonos humanos y la caza directa por parte de los humanos. Antes del asentamiento europeo, el ave había sido cazada por los colonos polinesios de la isla. Sin embargo, cuando los europeos llegaron a la isla, las aves permanecieron y los polinesios no. Los europeos adoptaron el ave como fuente de alimento. Un oficial de la colonia penal allí, el alférez Abel Dottin William Best, registró la especie como todavía bastante común en 1838, y en sus diarios mencionó su exitosa caza de 72 aves, incluidas 25 el 18 de septiembre de 1838. El último avistamiento ocurrió en 1901. La caza directa por parte de los humanos fue probablemente la causa dominante de extinción.

## Memoriales
El gobierno de la isla Norfolk emitió un sello que conmemora al ave el 24 de febrero de 1971.